# Oljoetorskibaai
De Oljoetorskibaai (Russisch: Олюторский залив; Oljoetorski zaliv) is een baai van de Beringzee, gelegen ten noordoosten van het schiereiland Kamtsjatka tussen de schiereilanden Govena in het westen en Oljoetorski in het oosten. Aan de monding heeft de baai een breedte van 228 kilometer en naar het binnenland toe strekt de baai zich uit over 83 kilometer. Binnen de baai liggen de baaien Lavrov en Somneni. Het zuidelijke deel is het diepst met ruim 1000 meter. De stroming in de baai is onregelmatig. De ijsbedekking in de winter is in het centrale deel onstabiel. Aan de kusten komt van december tot mei kustijs voor.